# Radikálová cyklizace
Radikálová cyklizace je souhrnné označení pro organické reakce, při nichž vznikají cyklické sloučeniny z radikálových meziproduktů. Obvykle probíhají ve třech fázích, kterými jsou selektivní tvorba radikálů, cyklizace radikálů a přeměna cyklizovaných radikálů na konečný produkt.
Radikálovými cyklizačními reakcemi vznikají monocyklické či polycyklické produkty tvorbou radikálových meziproduktů. Jelikož jde o vnitromolekulární přeměny, tak často probíhají rychle a selektivně. Selektivní tvorby radikálů lze dosáhnout použitím mnoha funkčních skupin a existuje též mnoho činidel, která lze použít. Při cyklizaci radikálu často dochází k ataku radikálů na dvojnou vazbu. Cyklizované radikály se následně přemění na výsledný produkt fragmentací nebo přenosem elektronů. Nejčastěji vznikají molekuly s pětičlennými nebo šestičlennými cykly; větší nebo menší cykly se vytváří vzácně.

## Mechanismus a stereochemie

### Hlavní mechanismus
Jelikož lze na radikálovou cyklizaci použít mnoho různých činidel, tak neexistuje jen jeden mechanismus této reakce, ovšem jakmile se vytvoří radikál, tak může reagovat s násobnými vazbami za vzniku cyklických radikálových meziproduktů. Každý z atomů, ze kterých vychází násobná vazba, poskytuje místo, na němž může dojít k reakci. Pokud se radikál v tomto meziproduktu připojí na vnější stranu nově vzniklého cyklu, jde o exocyklizaci, pokud se připojí na vnitřní stranu,
jde o endocyklizaci. V mnoha případech je exocyklizace pravděpodobnější než endocyklizace (významnou výjimku představují makrocyklizace). Synteticky nejvhodnějšími meziprodukty radikálových cyklizací jsou 5-hexenylové radikály, jelikož je pak cyklizace velmi rychlá a exoselektivní. I když je exoradikál termodynamicky méně stabilní než endoradikál, tak je upřednostněna exocyklizace, a to díky lepšímu překryvu orbitalů u židličkovitého exo meziproduktu (vizte níže). (1)
 Substituenty, které mohou ovlivnit stabilitu těchto přechodných stavů, mohou mít také silný vliv na stranovou selektivitu reakce. Karbonylové skupiny na pozici 2 usnadňují 6-endocyklizaci a alkylové substituenty na pozicích 2, 3, 4 nebo 6 zvyšují selektivitu 5-exocyklizace.
Cyklizace 6-heptenylového radikálu je stále selektivní, ovšem mnohem pomalejší, a při vzniku těchto přechodných stavů se tak tvoří i řada vedlejších produktů. U 6-hexenylových radikálových substrátů je často k dosažení vysoké výtěžnosti potřeba polarizovat reaktivní dvojné vazby funkčními skupinami, které snižují elektronovou hustotu. Stabilizace původně vytvořených radikálů těmito skupinami způsobuje upřednostňování stabilnějších 6-endocyklizačních produktů.
(2)
Byly rovněž popsány cyklizace vinylových, arylových a acylových radikálů. Při kinetickém ovládání reakce dochází převážně k 5-exocyklizaci.
(3)
Cyklizace může probíhat i u molekul obsahujících násobnou vazbu mezi heteroatomem a uhlíkovým atomem, jako je tomu například u nitrilů, oximů a karbonylových sloučenin. K ataku poté dochází téměř vždy na atomu uhlíku.

### Stereoselektivita
Radikálové cyklizace mají často velkou diastereoselektivitu. Ve většině případů lze tuto selektivitu ovlivnit využitím Beckwithových pravidel, která mimo jiné zahrnují výše uvedený exo přechodný stav. Umístění substituentů do pseudoekvatoriálních poloh v tomto meziproduktu vede k tvorbě cis přechodných produktů z jednoduchých sekundárních radikálů. Použitím polárních substituentů lze díky sterickému nebo elektronovému odpuzování mezi polárními skupinami dosáhnout upřednostnění trans produktů. U složitějších systémů je tvorba modelů přechodných stavů složitější kvůli nutnosti započítat faktorům jako jsou allylové napětí a přechodné stavy lodičkového typu.
(4)
Pokusy o využití chirálních pomocníků při enantioselektivních radikálových cyklizacích nebyly příliš úspěšné kvůli malým energetickým rozdílům mezi přechodnými stavy. V níže zobrazeném případě je diastereoselektivita (pro obě konfigurace stereocentra) nízká a enantioselektivita taktéž nedosahuje vyšších hodnot.
(5)
Substráty se stereocentry mezi radikálem a násobnou vazbou jsou často stereoselektivnější, zvýšení stereoselektivity lze rovněž často pozorovat u těch radikálových cyklizací, při kterých vznikají polycyklické produkty.

## Příklady a omezení

### Způsoby tvorby radikálů
Při radikálových cyklizačních reakcích se běžně používají hydridy cínu, křemíku a rtuti; hlavním omezením tohoto postupu je možná redukce vzniklého radikálu hydridem. Tomu lze zabránit využitím fragmentačních metod, které spočívají v přidání řetězcového transferačního činidla do substrátu – poté nedochází k uvolnění radikálu, dokud neproběhne cyklizace; u takto získaných produktů se tedy zachovává násobná vazba.
U metod atomového přesunu dochází k pohybu atomu z acyklické výchozí látky na cyklický radikál za vzniku výsledného produktu. U těchto metod se používají katalytická množství slabých činidel, čímž se zabraňuje potížím spojeným s silných redukčních činidel (jako je například stannan). Jsou známy procesy s přenosy vodíku a halogenů; halogenové jsou synteticky využitelnější.
(6)
Existují též oxidativní a reduktivní cyklizační metody. Tyto metody vyžadují dostatečně elektrofilní nebo nukleofilní radikály, aby proběhly dostatečně účinně. Cyklické radikály mohou být oxidovány či redukovány a následně odstraněny jak vnitřními, tak i vnějšími elektrofily či nukleofily.

### Velikost cyklů
Tvorba malých cyklů radikálovou cyklizací je obecně obtížná. Je ovšem možné dosáhnout zachycení cyklického radikálu před opětovným otevřením. Proces se dá usnadnit fragmentací (jako u níže zobrazeného příkladu syntézy tříčlenného cyklu) nebo stabilizací cyklizovaného radikálu (jako u zobrazené syntézy čtyřčlenného cyklu). Nejčastěji vznikají radikálovou cyklizací pěti- a šestičlenné cykly.
(7)
Radikálovou cyklizační reakcí lze připravit i polycyklické a makrocyklické sloučeniny. Jednotlivé cykly mohou být předpřipravené a uzavřené radikálovou cyklizací, několikanásobné cykly mohou být také připraveny postupným procesem (jako je zobrazeno níže). Makrocyklizace mají jedinečné vlastnosti ohledně endoselektivity
(8)

## Reakční podmínky
Radikálová cyklizace musí probíhat v atmosféře inertního plynu, jelikož dikyslík je tripletový radikál, jenž zachycuje radikálové meziprodukty. Protože jsou pro její úspěšné provedení důležité relativní rychlosti mnoha procesů, tak musejí být koncentrace jednotlivých látek optimálně vyvážené; obvykle probíhají v rozpouštědlech s vysokými disociačními vazebnými energiemi, jako jsou benzen, methanol nebo trifluortoluen. Lze použít i vodu, jelikož je v její molekule silná vazba mezi kyslíkovým a vodíkovým atomem (její energie je 494 kJ/mol), zatímco u řady polárních procesů hydroxylová rozpouštědla (nebo polární vazby X-H v samotném substrátu) provedení reakce zamezují kvůli nukleofilitě nebo kyselosti funkční skupiny.